# Justo Gilberto
Justo Gilberto González Expósito, conosciuto come Justo Gilberto (Santa Cruz de Tenerife, 4 ottobre 1942 – Santa Cruz de Tenerife, 12 maggio 2012), è stato un calciatore e allenatore di calcio spagnolo, di ruolo centrocampista.

## Caratteristiche tecniche
Justo Gilberto era un centrocampista in grado di ricoprire tutte le posizioni del centrocampo e di giocare anche come attaccante all'occorrenza. Spiccava per la sua forza fisica.

## Carriera
Iniziò la sua carriera nel Club Deportivo Tenerife, guidato dall'allenatore Enric Rabassa, esordendo in Primera División spagnola a 19 anni, il 3 dicembre 1961 contro l'Osasuna. La sua prima annata si concluse con la retrocessione della squadra nella Segunda División, torneo nel quale Gilberto disputò altre cinque stagioni con la stessa maglia.
Nel 1967 tornò a giocare nella Liga, con un altro club delle Isole Canarie, cioè il Las Palmas di Luis Molowny. Justo Gilberto esordì con il Las Palmas l'8 ottobre 1967, in occasione della vittoria casalinga per 1-0 contro il Sabadell, segnando anche il gol che decise la gara. Concluse la prima stagione nel suo nuovo club con 12 reti nella Liga.
Disputò con il Las Palmas un totale di sette stagioni, tutte in Primera División. Giocò anche in Coppa delle Fiere (due presenze, nel 1969) e in Coppa UEFA (tre presenze, nel 1972).
Nel 1974, all'età di 32 anni, tornò al Tenerife, in Segunda División. Dopo tre anni si ritirò, avendo trascorso tutta la sua carriera da calciatore nell'arcipelago dove era nato e cresciuto.
In seguito continuò a lavorare come collaboratore tecnico nello staff del Tenerife, vivendo tra l'altro tre esperienze da allenatore ad interim.